# Tir à l'arc aux Jeux olympiques d'été de 2008
Navigation
Athènes 2004 Londres 2012
Les épreuves de tir à l'arc des Jeux olympiques d'été de 2008 de Pékin ont lieu du 9 au 15 août 2008 au centre de tir à l'arc du Parc olympique de Pékin.
Elles ont vu la domination de la Corée du Sud et de la Chine sur la discipline. Ces deux nations ont récolté huit médailles sur dix possibles.

## Format de la compétition
Un total de 128 athlètes participent aux quatre épreuves individuelles et par équipes. Pour ces quatre épreuves, la distance de l'archer à la cible est de 70 mètres et la taille de la cible est de 1,22 mètre.

### Épreuve individuelle
La compétition débute avec un tour réunissant les 64 archers de chaque sexe. Chaque archer tire un total de 72 flèches (en six volées de douze flèches), puis est classé 1er à 64e en fonction de son score.
Contrairement à Athènes, les archers qui remportent le premier tour de la compétition individuelle seront en compétition pour le tour suivant, sans attendre la conclusion générale des éliminations. L'ordre de tir est donné par l'ordre des archers après le tour de classement. Les archers tirent 12 flèches par volées de 3 flèches.

### Épreuve par équipes
Chaque équipe est composée de trois archers. Les 12 meilleures équipes sont classées par rapport aux résultats obtenus par leurs athlètes lors du tour de qualification de l'épreuve individuelle. Ce classement détermine le tableau pour la phase finale.
Chaque membre de l'équipe tire 8 flèches dans un match pour un total de 24 flèches (c'était 27 lors des jeux d'Athènes) en 4 volées de 6 flèches, et l'équipe avec le score le plus élevé gagne le match. Le vainqueur se qualifie pour le tour suivant tandis que l'équipe perdante est éliminée de la compétition.

## Calendrier
|  | Jour de compétition | F | Jour de finale |

| Individuel - hommes | Individuel - hommes | Individuel - hommes |  |  |   |   |  |  |   | F |  |  |  |  |  |  |  |  |  |
| Individuel - femmes | Individuel - femmes | Individuel - femmes |  |  |   |   |  |  | F |   |  |  |  |  |  |  |  |  |  |
| Par équipe - hommes | Par équipe - hommes | Par équipe - hommes |  |  |   | F |  |  |   |   |  |  |  |  |  |  |  |  |  |
| Par équipe - femmes | Par équipe - femmes | Par équipe - femmes |  |  | F |   |  |  |   |   |  |  |  |  |  |  |  |  |  |

## Qualifications
Le quota d'athlètes pour le tir à l'arc comprend un total de 128 participants : 64 hommes et 64 femmes.
Un Comité National Olympique (CNO) peut inscrire au maximum trois athlètes par sexe. La qualification est attribuée au CNO qui peut sélectionner parmi les athlètes admissibles.
Aux Championnats du monde 2007, les 8 premières nations hommes et femmes se sont qualifiées, soit 24 hommes et 24 femmes. Les 16 premiers athlètes dont les nations n'étaient pas qualifiés ont également obtenu une place pour leur CNO.
Comme dans l'ensemble des compétitions olympiques, le pays hôte est directement qualifié, soit trois athlètes de chaque sexe.
Un total de 43 quotas tant pour les hommes que pour les femmes sont donc déjà attribués.
13 places seront attribuées par le biais des systèmes de qualification continentale :
- Afrique : 2 quotas
- Asie : 3 quotas
- Europe : 3 quotas
- Océanie : 2 quotas
- Amérique : 3 quotas

5 places seront attribuées par le biais d'un tournoi pré-olympique réunissant les représentants des CNO n'ayant pas obtenu de quotas auparavant.
Les 3 dernières places feront l'objet d'invitations de la commission tripartite.

## Nations qualifiées

### Lors des Championnats du monde 2007

#### Épreuve par équipes
| Hommes                                                                                                   | Femmes                                                                                              |
| --- | --------------------------------------------------------------------------------------------------- |
| - Canada - Chine - Royaume-Uni - Italie - Corée du Sud - Pologne - Taipei chinois - Ukraine - États-Unis | - Chine - Colombie - France - Royaume-Uni - Inde - Italie - Corée du Sud - Pologne - Taipei chinois |

#### Épreuve individuelle
| Hommes | Femmes |
| --- | --- |
| - Canada (3 quotas) - Chine (3 quotas) - Royaume-Uni (3 quotas) - Italie (3 quotas) - Corée du Sud (3 quotas) - Pologne (3 quotas) - Taipei chinois (3 quotas) - Ukraine (3 quotas) - États-Unis (3 quotas) - Australie (2 quotas) - Japon (2 quotas) - Malaisie (2 quotas) - Russie (2 quotas) - Bulgarie - Danemark - Allemagne - Iran - Mexique - Roumanie - Suède - Turquie | - Chine (3 quotas) - Colombie (3 quotas) - France (3 quotas) - Royaume-Uni (3 quotas) - Inde (3 quotas) - Italie (3 quotas) - Corée du Sud (3quotas) - Pologne (3 quotas) - Taipei chinois (3 quotas) - Géorgie (2 quotas) - Japon (2 quotas) - Pays-Bas (2 quotas) - Corée du Nord (2 quotas) - Russie (2 quotas) - Ukraine (2 quotas) - Danemark - Grèce - Kazakhstan - États-Unis |

## Sites des compétitions

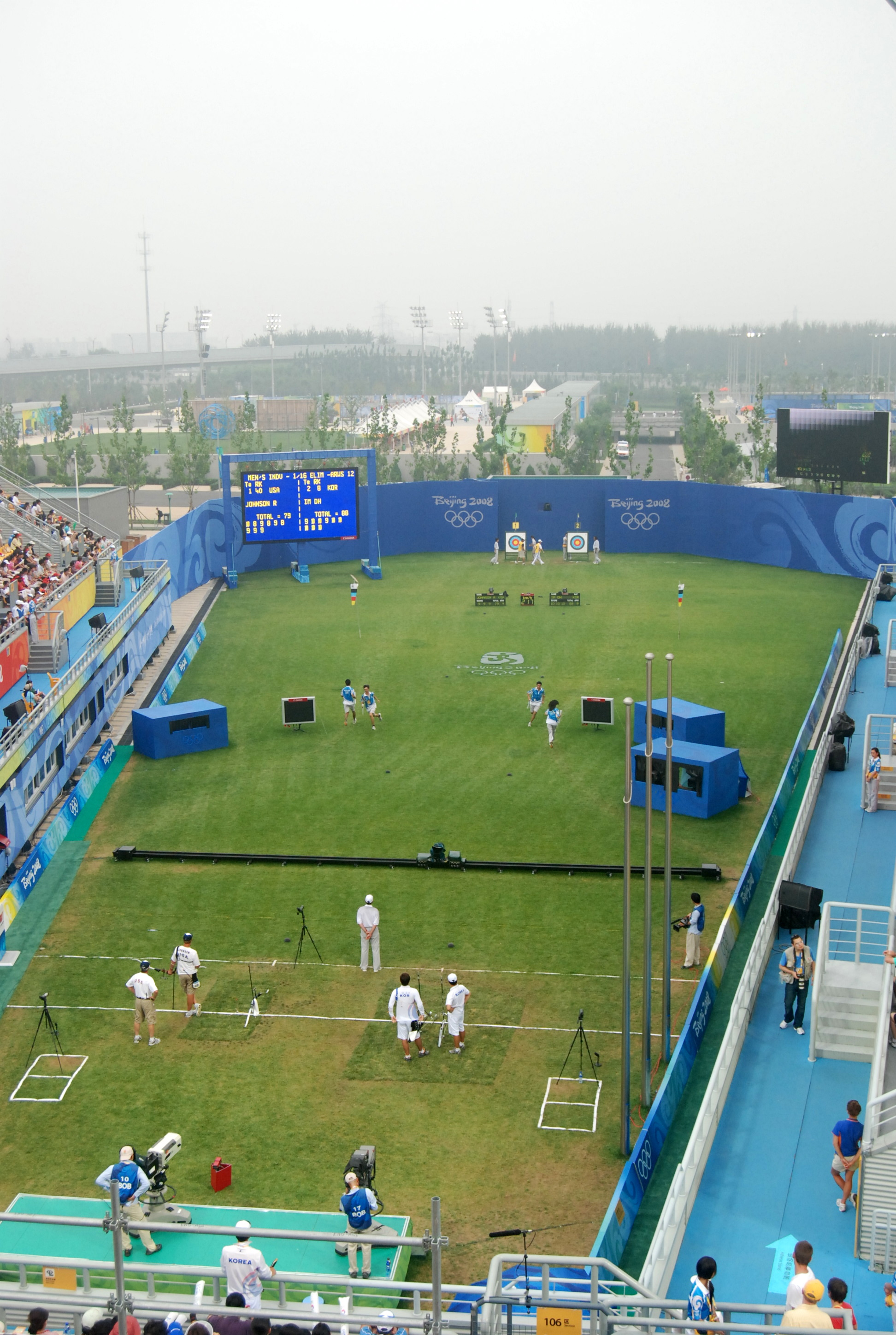
Le centre de tir à l'arc du Par olympique lors de l'épreuve des hommes

Les compétitions de tir à l'arc ont eu lieu au centre de tir à l'arc du Parc olympique de Pékin, à 800 mètres du village olympique. Le centre de tir était une installation spécifique pour les Jeux de Pékin.
Ce terrain était composé de deux champs de tir, le champ A pouvant accueillir 4 500 personnes, alors que le champ B ne peut en accueillir que 800.

## Podiums

### Femmes
La Corée du Sud et la Chine ont réussi le score parfait, en récoltant les cinq médailles disponibles, laissant une seule et unique médaille aux autres nations...
| Épreuve     | Or                                                   | Argent                                 | Bronze                                                 |
| ----------- | ---------------------------------------------------- | -------------------------------------- | ------------------------------------------------------ |
| Individuel  | Zhang Juanjuan (CHN)                                 | Park Sung-Hyun (KOR)                   | Yun Ok Hee (KOR)                                       |
| Par équipes | Corée du Sud Joo Hyun-Jung Park Sung-Hyun Yun Ok Hee | Chine Chen Ling Guo Dan Zhang Juanjuan | France Bérengère Schuh Virginie Arnold Sophie Dodemont |

### Hommes
L'hégémonie de la Corée du Sud et de la Chine sur la catégorie masculine est moins étouffante puisqu'elles laissent échapper deux médailles dont une d'or.
| Épreuve     | Or                                                     | Argent                                            | Bronze                                 |
| ----------- | ------------------------------------------------------ | ------------------------------------------------- | -------------------------------------- |
| Individuel  | Viktor Ruban (UKR)                                     | Park Kyung-mo (KOR)                               | Baïr Badionov (RUS)                    |
| Par équipes | Corée du Sud Im Dong-hyun Lee Chang-hwan Park Kyung-mo | Italie Ilario Di Buò Marco Galiazzo Mauro Nespoli | Chine Jiang Lin Li Wenquan Xue Haifeng |

## Tableau des médailles
La domination sud-coréenne sur ce sport est de plus en plus contestée, notamment par la Chine.
| Rang  | Nation       | Or | Argent | Bronze | Total |
| ----- | ------------ | -- | ------ | ------ | ----- |
| 1     | Corée du Sud | 2  | 2      | 1      | 5     |
| 2     | Chine        | 1  | 1      | 1      | 3     |
| 3     | Ukraine      | 1  | 0      | 0      | 1     |
| 4     | Italie       | 0  | 1      | 0      | 1     |
| 5     | France       | 0  | 0      | 1      | 1     |
| 5     | Russie       | 0  | 0      | 1      | 1     |
| Total | Total        | 4  | 4      | 4      | 12    |

## Résultats

### Épreuve par équipes femmes

#### Finale (10 août)
Après avoir battu le record du monde en quarts de finale face aux Italiennes, et dominé outrageusement la France dans les conditions dantesques des demi-finales, l'équipe féminine sud-coréenne dispose aisément des Chinoises en finale.
Il est à noter que depuis l'apparition du concours féminin par équipe en 1988, les Sud-Coréennes sont invaincues.
|   | Corée du Sud            | Corée du Sud            | Corée du Sud            | Corée du Sud | Chine                   | Chine                   | Chine                   | Chine |
|   | Flèches                 | Flèches                 | Flèches                 | Score        | Flèches                 | Flèches                 | Flèches                 | Score |
| 1 | 9                       | 9                       | 9                       | 27           | 9                       | 7                       | 10                      | 26    |
| 1 | 8                       | 9                       | 10                      | 27           | 10                      | 8                       | 8                       | 26    |
| 2 | 10                      | 10                      | 9                       | 29           | 9                       | 8                       | 10                      | 27    |
| 2 | 9                       | 9                       | 10                      | 28           | 9                       | 9                       | 9                       | 27    |
| 3 | 10                      | 10                      | 8                       | 28           | 10                      | 9                       | 10                      | 29    |
| 3 | 9                       | 9                       | 10                      | 28           | 8                       | 7                       | 9                       | 24    |
| 4 | 9                       | 9                       | 10                      | 28           | 9                       | 10                      | 9                       | 28    |
| 4 | 10                      | 9                       | 10                      | 29           | 9                       | 10                      | 9                       | 28    |
|   | Total des 24 flèches    | Total des 24 flèches    | Total des 24 flèches    | 224          | Total des 24 flèches    | Total des 24 flèches    | Total des 24 flèches    | 215   |
|   | Total des 10 et des 10X | Total des 10 et des 10X | Total des 10 et des 10X | 10 / 0       | Total des 10 et des 10X | Total des 10 et des 10X | Total des 10 et des 10X | 7 / 0 |

#### Petite finale (10 août)
La sélection française remporte la médaille de bronze aux dépens de la Grande-Bretagne dans un match très serré. (À l'issue de la rencontre, la France l'emportait 202 à 201 avant que le score ne soit corrigé par les juges.) Elle avait auparavant disposé des championnes d'Europe en titre, les Polonaises, en quarts et perdu sous les trombes d'eau, leur demi-finale face aux futures vainqueurs.
|   | France                  | France                  | France                  | France | Royaume-Uni             | Royaume-Uni             | Royaume-Uni             | Royaume-Uni |
|   | Flèches                 | Flèches                 | Flèches                 | Score  | Flèches                 | Flèches                 | Flèches                 | Score       |
| 1 | 7                       | 8                       | 7                       | 22     | 8                       | 8                       | 6                       | 22          |
| 1 | 7                       | 8                       | 9                       | 24     | 9                       | 9                       | 8                       | 26          |
| 2 | 8                       | 8                       | 10                      | 26     | 8                       | 7                       | 8                       | 23          |
| 2 | 9                       | 9                       | 8                       | 26     | 10                      | 8                       | 8                       | 26          |
| 3 | 9                       | 8                       | 10                      | 27     | 10                      | 8                       | 10                      | 28          |
| 3 | 9                       | 8                       | 8                       | 25     | 8                       | 7                       | 9                       | 24          |
| 4 | 10                      | 8                       | 10                      | 28     | 8                       | 8                       | 9                       | 25          |
| 4 | 9                       | 8                       | 8                       | 25     | 9                       | 10                      | 8                       | 27          |
|   | Total des 24 flèches    | Total des 24 flèches    | Total des 24 flèches    | 203    | Total des 24 flèches    | Total des 24 flèches    | Total des 24 flèches    | 201         |
|   | Total des 10 et des 10X | Total des 10 et des 10X | Total des 10 et des 10X | 4 / 0  | Total des 10 et des 10X | Total des 10 et des 10X | Total des 10 et des 10X | 4 / 0       |

### Épreuve par équipes hommes

#### Finale (11 août)
L'équipe masculine sud-coréenne remporte la médaille d'or à l'issue d'un match très serré. Les Italiens ne s'inclinant que sur la dernière volée de flèches (199-199 après 21 flèches). Les Sud-Coréens avait auparavant disposé en quarts de finale de la Pologne et en demi-finales de la Chine, après également des matchs très disputés.
Il est à noter que c'est le troisième titre olympique consécutif pour la sélection masculine sud-coréenne.
|   | Corée du Sud            | Corée du Sud            | Corée du Sud            | Corée du Sud | Italie                  | Italie                  | Italie                  | Italie |
|   | Flèches                 | Flèches                 | Flèches                 | Score        | Flèches                 | Flèches                 | Flèches                 | Score  |
| 1 | 10                      | 10                      | 10                      | 30           | 10                      | 10                      | 7                       | 27     |
| 1 | 10                      | 10                      | 8                       | 28           | 10                      | 10                      | 9                       | 29     |
| 2 | 10                      | 10                      | 10                      | 30           | 9                       | 8                       | 10                      | 27     |
| 2 | 9                       | 10                      | 10                      | 29           | 10                      | 9                       | 9                       | 28     |
| 3 | 9                       | 9                       | 9                       | 27           | 10                      | 9                       | 10                      | 29     |
| 3 | 9                       | 9                       | 10                      | 28           | 10                      | 10                      | 10                      | 30     |
| 4 | 9                       | 9                       | 9                       | 27           | 9                       | 10                      | 10                      | 29     |
| 4 | 9                       | 10                      | 9                       | 28           | 9                       | 10                      | 7                       | 26     |
|   | Total des 24 flèches    | Total des 24 flèches    | Total des 24 flèches    | 227          | Total des 24 flèches    | Total des 24 flèches    | Total des 24 flèches    | 225    |
|   | Total des 10 et des 10X | Total des 10 et des 10X | Total des 10 et des 10X | 12 / 0       | Total des 10 et des 10X | Total des 10 et des 10X | Total des 10 et des 10X | 14 / 0 |

#### Petite finale (11 août)
L'équipe d'Ukraine revenue à un point de la Chine, à l'issue de la 21e flèche, s'incline dans la dernière volée pour la médaille de bronze.
|   | Chine                   | Chine                   | Chine                   | Chine | Ukraine                 | Ukraine                 | Ukraine                 | Ukraine |
|   | Flèches                 | Flèches                 | Flèches                 | Score | Flèches                 | Flèches                 | Flèches                 | Score   |
| 1 | 9                       | 10                      | 9                       | 28    | 10                      | 8                       | 9                       | 27      |
| 1 | 10                      | 9                       | 9                       | 28    | 8                       | 9                       | 9                       | 26      |
| 2 | 9                       | 9                       | 9                       | 27    | 9                       | 9                       | 8                       | 26      |
| 2 | 9                       | 10                      | 10                      | 29    | 10                      | 9                       | 8                       | 27      |
| 3 | 10                      | 9                       | 8                       | 27    | 10                      | 8                       | 10                      | 28      |
| 3 | 9                       | 8                       | 8                       | 25    | 9                       | 9                       | 10                      | 28      |
| 4 | 10                      | 10                      | 9                       | 29    | 10                      | 10                      | 10                      | 30      |
| 4 | 10                      | 9                       | 10                      | 29    | 9                       | 9                       | 9                       | 27      |
|   | Total des 24 flèches    | Total des 24 flèches    | Total des 24 flèches    | 222   | Total des 24 flèches    | Total des 24 flèches    | Total des 24 flèches    | 219     |
|   | Total des 10 et des 10X | Total des 10 et des 10X | Total des 10 et des 10X | 9 / 0 | Total des 10 et des 10X | Total des 10 et des 10X | Total des 10 et des 10X | 8 / 0   |

### Épreuve individuelle femmes

#### Finale (14 août)
Juan Juan Zhang, no 6 mondiale met fin à 24 ans de domination sud-coréenne sur cette épreuve. Pour cela, elle a dû battre leurs trois représentantes. (Joo Hyun-Jung, la tête de série no 3, en quarts; la tête de série no 2, Yun Ok Hee, en demi-finale et la tête de série no 1, Park Sung-Hyun, en finale.)
Park Sung-Hyun, no 2 mondiale, bat le record olympique en huitièmes de finale qu'égale Juan Juan Zhang en demi-finales.
|   | Park Sung-Hyun Corée du Sud | Park Sung-Hyun Corée du Sud | Park Sung-Hyun Corée du Sud | Park Sung-Hyun Corée du Sud | Juan Juan Zhang Chine   | Juan Juan Zhang Chine   | Juan Juan Zhang Chine   | Juan Juan Zhang Chine |
|   | Flèches                     | Flèches                     | Flèches                     | Score                       | Flèches                 | Flèches                 | Flèches                 | Score                 |
| 1 | 9                           | 10                          | 10                          | 29                          | 10                      | 7                       | 9                       | 26                    |
| 2 | 8                           | 8                           | 10                          | 26                          | 9                       | 9                       | 9                       | 27                    |
| 3 | 9                           | 8                           | 9                           | 26                          | 10                      | 9                       | 10                      | 29                    |
| 4 | 10                          | 8                           | 10                          | 28                          | 10                      | 9                       | 9                       | 28                    |
|   | Total des 12 flèches        | Total des 12 flèches        | Total des 12 flèches        | 109                         | Total des 12 flèches    | Total des 12 flèches    | Total des 12 flèches    | 110                   |
|   | Total des 10 et des 10X     | Total des 10 et des 10X     | Total des 10 et des 10X     | 5 / 0                       | Total des 10 et des 10X | Total des 10 et des 10X | Total des 10 et des 10X | 4 / 0                 |

#### Petite finale (14 août)
Yun Ok Hee, no 1 mondiale, décroche la médaille de bronze.
|   | Un Sil Kwon Corée du Nord | Un Sil Kwon Corée du Nord | Un Sil Kwon Corée du Nord | Un Sil Kwon Corée du Nord | Yun Ok Hee Corée du Sud | Yun Ok Hee Corée du Sud | Yun Ok Hee Corée du Sud | Yun Ok Hee Corée du Sud |
|   | Flèches                   | Flèches                   | Flèches                   | Score                     | Flèches                 | Flèches                 | Flèches                 | Score                   |
| 1 | 8                         | 10                        | 9                         | 27                        | 9                       | 9                       | 10                      | 28                      |
| 2 | 9                         | 10                        | 9                         | 28                        | 9                       | 9                       | 9                       | 27                      |
| 3 | 8                         | 8                         | 9                         | 25                        | 9                       | 9                       | 9                       | 27                      |
| 4 | 9                         | 8                         | 9                         | 26                        | 10                      | 9                       | 8                       | 27                      |
|   | Total des 12 flèches      | Total des 12 flèches      | Total des 12 flèches      | 106                       | Total des 12 flèches    | Total des 12 flèches    | Total des 12 flèches    | 109                     |
|   | Total des 10 et des 10X   | Total des 10 et des 10X   | Total des 10 et des 10X   | 2 / 0                     | Total des 10 et des 10X | Total des 10 et des 10X | Total des 10 et des 10X | 2 / 0                   |

### Épreuve individuelle hommes

#### Finale (15 août)
Lors d’une finale très disputée, l’Ukrainien Viktor Ruban (tête de série no 3 du tournoi) bat le Sud-Coréen Park Kyung-mo (tête de série no 4) d’un seul point. À égalité à l'issue de la 11e flèche, c'est la dernière flèche qui décida de la médaille d'or.
Park Kyung-mo, no 3 mondial, était le dernier Sud-Coréen encore en lice après l’élimination des deux autres membres (Lee Chang-hwan et Im Dong-hyun, no 1 mondial) de son équipe nationale, en huitièmes. Lee Chang-hwan avait pourtant battu le record olympique, en seizièmes de finale.
|   | Park Kyung-mo Corée du Sud | Park Kyung-mo Corée du Sud | Park Kyung-mo Corée du Sud | Park Kyung-mo Corée du Sud | Viktor Ruban Ukraine    | Viktor Ruban Ukraine    | Viktor Ruban Ukraine    | Viktor Ruban Ukraine |
|   | Flèches                    | Flèches                    | Flèches                    | Score                      | Flèches                 | Flèches                 | Flèches                 | Score                |
| 1 | 9                          | 9                          | 10                         | 28                         | 9                       | 10                      | 10                      | 29                   |
| 2 | 10                         | 10                         | 10                         | 30                         | 9                       | 9                       | 9                       | 27                   |
| 3 | 10                         | 9                          | 9                          | 28                         | 10                      | 10                      | 9                       | 29                   |
| 4 | 9                          | 8                          | 9                          | 26                         | 9                       | 9                       | 10                      | 28                   |
|   | Total des 12 flèches       | Total des 12 flèches       | Total des 12 flèches       | 112                        | Total des 12 flèches    | Total des 12 flèches    | Total des 12 flèches    | 113                  |
|   | Total des 10 et des 10X    | Total des 10 et des 10X    | Total des 10 et des 10X    | 5 / 0                      | Total des 10 et des 10X | Total des 10 et des 10X | Total des 10 et des 10X | 5 / 0                |

#### Petite finale (15 août)
Lors du match pour le bronze, la tête de série no 31, le Russe Baïr Badionov domine le favori mexicain Juan René Serrano (tête de série no 1 du tournoi). Baïr Badionov avait aussi battu l'autre favori, l'Indien Mangal Singh Champia (tête de série no 2) en seizièmes de finale.
|   | Juan René Serrano Mexique | Juan René Serrano Mexique | Juan René Serrano Mexique | Juan René Serrano Mexique | Baïr Badionov Russie    | Baïr Badionov Russie    | Baïr Badionov Russie    | Baïr Badionov Russie |
|   | Flèches                   | Flèches                   | Flèches                   | Score                     | Flèches                 | Flèches                 | Flèches                 | Score                |
| 1 | 9                         | 10                        | 10                        | 29                        | 10                      | 9                       | 9                       | 28                   |
| 2 | 10                        | 9                         | 7                         | 26                        | 10                      | 9                       | 9                       | 28                   |
| 3 | 10                        | 9                         | 8                         | 27                        | 9                       | 10                      | 10                      | 29                   |
| 4 | 9                         | 9                         | 10                        | 28                        | 10                      | 10                      | 10                      | 30                   |
|   | Total des 12 flèches      | Total des 12 flèches      | Total des 12 flèches      | 110                       | Total des 12 flèches    | Total des 12 flèches    | Total des 12 flèches    | 115                  |
|   | Total des 10 et des 10X   | Total des 10 et des 10X   | Total des 10 et des 10X   | 5 / 0                     | Total des 10 et des 10X | Total des 10 et des 10X | Total des 10 et des 10X | 7 / 0                |